# Peromyscus gratus
Peromyscus gratus es una especie de roedor de la familia Cricetidae. Se encuentra solo en México.